# Inkwizycja w krajach Orientu
Inkwizycja, kościelna instytucja do zwalczania herezji, jest na ogół kojarzona z krajami zachodniej Europy (zwł. z Hiszpanią), gdzie odgrywała znaczącą rolę, była jednak instytucją mającą w świecie katolickim w XIV - XV wieku charakter niemal uniwersalny. Wraz z ekspansją krajów katolickich (Królestwo Polskie, Republika Genui, Republika Wenecka) do Europy Wschodniej (Ruś Halicka, Grecja, Krym) i na Bliski Wschód (Cypr) po okresie wypraw krzyżowych, w rejony te dotarli także papiescy inkwizytorzy z zakonów dominikańskiego i franciszkańskiego. W dokumentach inkwizytorzy ci często określani byli jako Inquisitores haereticae pravitatis in partibus Orientalibus (Inkwizytorzy heretyckiej przewrotności w krajach Orientu). Charakter ich działalności był najprawdopodobniej nieco inny niż klasycznych trybunałów inkwizycyjnych w Europie Zachodniej, choćby z uwagi na fakt, że funkcjonowali w społecznościach, w których katolicy stanowili mniejszość. Co więcej, ich jurysdykcji niekiedy podlegały obszary rządzone przez władców niekatolickich, co wykluczało podejmowanie wobec heretyków akcji represyjnych.

## Ziemia Święta i Cypr
W Królestwie Jerozolimskim herezja podlegała sądownictwu świeckiemu. Rycerz oskarżony o to przestępstwo był sądzony przez sąd parów. Przez niemal cały okres jego istnienia nie ustanowiono w nim inkwizycji. Dopiero w 1290 papież Mikołaj IV upoważnił swojego legata, patriarchę Jerozolimy Mikołaja z Hanapes do wyznaczania inkwizytorów dla Królestwa Jerozolimy (ograniczonego już wówczas tylko do Akki) w porozumieniu z prowincjałami franciszkanów i dominikanów. Zaledwie rok później Akka jednak upadła i w rezultacie Królestwo Jerozolimskie przestało istnieć. Nie oznaczało to jednak końca obecności katolików w tym rejonie. W Ziemi Świętej pozostały katolickie klasztory (zwłaszcza franciszkańskie) i nadal przybywali tam pielgrzymi. W 1375 papież Grzegorz XI wydał dwie bulle, w których upoważnił franciszkańskiego prowincjała Ziemi Świętej do kontroli prawowierności pielgrzymów udających się w te strony, udzielając mu przy tym wszystkich przywilejów właściwych dla urzędu inkwizytorskiego. Z oczywistych względów, bulle Grzegorza XI nie zawierają żadnych odniesień do współpracy z władzami świeckimi w zwalczaniu herezji, a jedynie upoważniają prowincjała do rozgrzeszania i stosowania środków pokutnych wobec heretyków dobrowolnie podporządkowujących się autorytetowi Kościoła.
W łacińskim Królestwie Cypru sąd inkwizycyjny został ustanowiony po raz pierwszy w 1310 w związku z procesem templariuszy. Papieskimi komisarzami wyznaczonymi do przeprowadzenia procesu na wyspie zostali opat Bartłomiej z Alet oraz archiprezbiter Tomasz z Rieti. W okresie od 1 maja do 5 czerwca 1310 przeprowadzili oni przesłuchania 75 templariuszy, którzy jednomyślnie zaprzeczyli zarzutom o herezję, oraz 56 świadków, którzy niemal bez wyjątku złożyli zeznania korzystne dla zakonu rycerskiego. Śledztwo zostało zawieszone po zamordowaniu regenta Królestwa Cypru Amalryka z Tyru i najprawdopodobniej nigdy nie zostało wznowione. Prowadzący je trybunał miał charakter doraźny i nic nie wskazuje, by w Królestwie Cypru doszło do ustanowienia inkwizycji na stałe. Następne wzmianki o inkwizycji na Cyprze pochodzą dopiero z okresu po przejściu wyspy pod władzę Republiki Weneckiej (1489). W 1490 papież Innocenty VIII mianował inkwizytorem Cypru dominikanina Vincenzo de Reboni, który już wcześniej (od 1488) był inkwizytorem Grecji. Od tego czasu funkcjonował na Cyprze stały trybunał inkwizycyjny aż do podboju wyspy przez Turków w 1571.

## Europa Wschodnia

### Societas Fratrum Peregrinantium
Historia inkwizycji w Europie Wschodniej wiąże się z historią dominikańskiej kongregacji Societas Fratrum Peregrinantium prowadzącej działalność misyjną w tym rejonie. Jej początki nie są jasne, prawdopodobnie powstała pod koniec XIII wieku. Jej najstarsze konwenty znajdowały się w Kaffie (1298), Pera (1299) i Trapezuncie (1315). Jej rozwojowi sprzyjała początkowo ekspansja Genui w rejonie Morza Czarnego i Morza Egejskiego. Zakonnicy kongregacji rozwinęli działalność misyjną także na terenach opanowanych przez muzułmanów lub będących pod władzą chrześcijan obrządków wschodnich, m.in. w Armenii oraz Królestwie Gruzji. Ekspansja Polski i Węgier na wschód umożliwiła im także działalność w Mołdawii, na Rusi Halickiej i Wołoszczyźnie. W 1363 kongregacja została rozwiązana przez Urbana V, prawdopodobnie z uwagi na straty, jakie poniosła w czasie epidemii dżumy, jednak w 1375 reaktywował ją Grzegorz XI, przydzielając jej konwenty w genueńskich koloniach w Kaffie (Krym), Pera, Trapezuncie i na wyspie Chios. W bulli z 28 stycznia 1378 papież ten przydzielił kongregacji szereg konwentów należących dotąd do prowincji polskiej (m.in. Lwów) i węgierskiej, a leżących na Rusi Halickiej oraz hospodarstwach mołdawskim i wołoskim. Jego następcy (Urban VI, Eugeniusz IV) udzielili jej szeregu nowych przywilejów.
Grzegorz XI, odnowiciel Societas Fratrum Peregrinantium, był także inicjatorem utworzenia urzędu inkwizycji na terenach wschodnioeuropejskich (częściowo pozostających pod władzą prawosławnych chrześcijan). Naturalną koleją rzeczy zadanie to przypadło dominikanom z Societas Fratrum Peregrinantium. Jeszcze Grzegorz XI ok. 1377 mianował inkwizytorem generalnym krajów Orientu niejakiego Jana de Gallo, który jednak krótko potem zmarł. Papież Urban VI (1378–1389) w bulli z 1 kwietnia 1381 podzielił obszar działania kongregacji na trzy prowincje inkwizytorskie, z czego w każdej miał działać jeden inkwizytor, mianowany przez generała zakonu dominikanów w porozumieniu z wikariuszem kongregacji:
- Armenia i Gruzja
- Ruś i Wołoszczyzna
- Grecja i Tartaria

Nowo mianowany inkwizytor miał obowiązek złożyć przysięgę na wierność Urbanowi VI, co może wskazywać, że rozporządzenie to miało na celu przede wszystkim silniejsze związanie kongregacji z obediencją Urbana VI w okresie wielkiej schizmy zachodniej, a niekoniecznie wiązało się z jakąś pilną potrzebą działań inkwizycyjnych na obszarach wschodnich.
W prowincji ormiańsko-gruzińskiej, której obszar był w całości pod władzą chrześcijan obrządków wschodnich, znany jest tylko jeden przypadek mianowania inkwizytora - w 1395 został nim niejaki Gerardo de Podio z Genui. Natomiast w pozostałych dwóch prowincjach niewątpliwie doszło do ustanowienia trybunałów inkwizycyjnych, które istniały do XVI wieku. Informacje o ich działalności są jednak bardzo skąpe. Według jednej z hipotez ich głównym zadaniem było nie zwalczanie herezji tak jak w zachodniej Europie, lecz promowanie idei unii kościołów wschodnich z Rzymem.

### Ruś–Wołoszczyzna
Przyłączenie prawosławnej w większości Rusi Halickiej do Królestwa Polskiego w 1340 i utworzenie tam łacińskiej organizacji kościelnej, z arcybiskupem lwowskim (początkowo halickim) na czele, sprzyjało rozwoju katolicyzmu na tym obszarze i znacznie ułatwiło działalność dominikanom. Głównym ośrodkiem dominikanów w tym okręgu był konwent lwowski. Na mocy rozporządzenia Urbana VI z 1381 Ruś tworzyła jedną prowincję inkwizytorską wraz z Większą i Mniejszą Wołoszczyzną tj. z hospodarstwem wołoskim i hospodarstwem mołdawskim. Nie ulega wątpliwości, że w okręgu tym faktycznie ustanowiono trybunał inkwizycji, np. w latach 1391–1402 dominikanin Mikołaj Goldberg poświadczony jest jako inkwizytor Rusi i Wołoszczyzny. Nic nie wiadomo jednak o działalności tego trybunału, nie są też znani następcy Goldberga w pierwszej połowie XV wieku.
Upadek Konstantynopola w 1453 spowodował rozwiązanie Societas Fratrum Peregrinantium i powrót konwentów dominikańskich na Rusi do polskiej prowincji zakonnej (1456). W konsekwencji również tamtejszy urząd inkwizycji przeszedł pod władzę polskiego prowincjała. W 1458–1470 funkcję inkwizytora sprawował tam przeor konwentu w Bełzie Maciej Konradi z polskiej prowincji dominikańskiej. Sytuacji tej nie zmieniło nawet reaktywowanie przez Piusa II Societas Fratrum Peregrinantium w 1464, aczkolwiek inkwizycja w tych stronach działała jeszcze w pierwszej połowie XVI wieku.

### Grecja–Tartaria
Grecja–Tartaria była drugą obok Rusi prowincją utworzoną w 1381, w której faktycznie doszło do ustanowienia trybunału inkwizycji. Dowodzi tego bulla papieża Bonifacego IX z 1389, w której papież zezwolił inkwizytorowi Andrzejowi z Kaffy na swobodne mianowanie subdelegatów wspomagających jego działalność inkwizytorską na obszarze jego rozległej prowincji. Jego faktyczna jurysdykcja obejmowała prawdopodobnie głównie genueńskie kolonie nad Morzem Czarnym i na Morzu Egejskim. W pierwszej połowie XV wieku urząd inkwizytorski sprawowali w tym rejonie m.in. Teodor z Konstantynopola (inkwizytor Aten w 1421), Leonard z Chios (inkwizytor Chios w 1431) oraz wikariusz całej kongregacji Ludovico da Pisa (inkwizytor Kaffy i Pery w 1439). Z listu papieża Mikołaja V do niewymienionego z imienia inkwizytora Grecji z 1448 wynika, że grecka inkwizycja nie prześladowała prawosławnych chrześcijan, natomiast miała pilnować ortodoksji katolików zamieszkujących tamte rejony, promować ideę unii kościelnej i zapobiegać wprowadzaniu do liturgii łacińskiej zapożyczeń z liturgii kościołów wschodnich.
Po rozwiązaniu Societas Fratrum Peregrinantium w 1456, odpowiedzialnej do tej pory za obsadę urzędu inkwizycji dla prowincji greckiej, w 1457 papież Kalikst III mianował inkwizytorem Grecji dominikanina Szymona z Kandii. Rezydował on na Krecie, należącej wówczas do Republiki Wenecji. Jego głównym zadaniem było skłonienie Greków do wcielenia w życie postanowień unii florenckiej z 1439, tj. wprowadzenia do liturgii modlitwy za papieża oraz formuły Filioque.
W 1473 inkwizytorem okręgów Kaffy, Pery i Chios został wikariusz generalny reaktywowanego w 1464 Societas Fratrum Peregrinantium Christophoro da Viterbo.
W XVI wieku głównym ośrodkiem inkwizycji dla prowincji greckiej była wyspa Chios na Morzu Egejskim, będąca kolonią genueńską, gdzie znajdował się konwent dominikanów. Jednym z inkwizytorów był Antonio Giustiniani (mianowany w 1550), który w 1562 został arcybiskupem Naksos. Podbój wyspy Chios przez Turków w 1566 położył kres obecności inkwizycji w Grecji.

## Domniemani „inkwizytorzy misyjni” w Afryce i w Azji
Dominikańska tradycja przekazała informacje o rzekomych inkwizytorach działających w ramach misji do rządzonych przez muzułmanów lub chrześcijan wschodnich krajów afrykańskich i azjatyckich w XIII i XIV wieku. Bartolomeo del Poggio (Bartholomaeus de Ponco) miał być inkwizytorem w Armenii Większej, Ramon Marti (Rajmund Martius) inkwizytorem Tunezji i Maroka, a Bartolomeo da Tivoli inkwizytorem Etiopii. W rzeczywistości jednak nie ma żadnych dokumentów potwierdzających tę tradycję. Bartolomeo del Poggio był po prostu dominikańskim misjonarzem w Iranie i Armenii i pierwszym katolickim biskupem diecezji Maragha w północno-zachodnim Iranie ok. 1330. Ramon Marti (zm. ok. 1285) był katalońskim dominikaninem zaangażowanym w działalność misyjną wśród żydów i muzułmanów, jednak terenem jego działalność była przede wszystkim Hiszpania. Jedynie przez krótki czas był także misjonarzem w Tunezji. Nie ma dowodów, by kiedykolwiek był inkwizytorem. Natomiast jeśli chodzi o rzekomego inkwizytora Etiopii Bartolomeo da Tivoli, to wątpliwości budzi sam fakt obecności dominikańskich misji w Etiopii w XIV wieku, gdyż wspominają o tym dopiero źródła z XVI stulecia. Bartolomeo da Tivoli prawdopodobnie nigdy nie istniał, a przekaz o nim jest wynikiem pomylenia z Bartolomeo del Poggio, misjonarzem w Armenii i Iranie.
Jedynym znanym przejawem quasi-inkwizytorskiej działalności na terenach misyjnych jest epizod, jaki miał miejsce w Tebrizie w Persji w 1333. Dominikański biskup Tebrizu Wilhelm oskarżył wówczas sześciu franciszkanów z lokalnego konwentu o otwarte sympatyzowanie z heretyckim odłamem swego zakonu (tzw. fraticelli), który uważał papieża Jana XXII (1316–1334) za Antychrysta. Zarzuty te zostały przedstawione w kurii papieskiej w Awinionie, nie wiadomo jednak, jaki był finał tej sprawy.